# Napos oldal (film, 2012)
A Napos oldal (eredeti cím: Silver Linings Playbook) 2012-ben bemutatott amerikai romantikus vígjáték, David O. Russell rendezésében. Russel a forgatókönyvet Matthew Quick The Silver Linings Playbook, magyar nevén Napos oldal című regényéből adaptálta. A főszerepben Bradley Cooper és Jennifer Lawrence, mellékszerepekben Robert De Niro, Jacki Weaver, Chris Tucker, Anupam Kher és Julia Stiles látható a filmben.
A Napos oldalt a 2012. szeptember 8-án megrendezett Torontói Filmfesztiválon mutatták be először. Az Egyesült Államokban 2012. november 16-án mutatták be.
A film nagy siker volt a kritikusok körében és számos elismerést kapott. Nyolc Oscar-, négy Golden Globe- és három BAFTA-díj-jelölést kapott. A film elsöprő kasszasiker lett, 216 millió dolláros bevétellel büszkélkedhet világszerte, amely közel tízszerese a költségvetésének.

## Cselekménye
|  | Alább a cselekmény részletei következnek! |

Pat Solitano Jr. (Bradley Cooper) egykori tanár élete finoman szólva is szétesett: munkáját elvesztette, felesége, Nikki pedig elhagyta, miután Pat félreérthetetlen helyzetben találta nejét egy kollégájával, akit félholtra vert, ezért 8 hónapot töltött elmegyógyintézetben. Kikerülése után szüleihez költözik. Rendbe szeretné hozni tönkrement életét, de ez nem megy egykönnyen, mert amerikaifutball-fanatikus apja, Pat Solitano Sr. (Robert De Niro) rendes foglalkozás helyett sportfogadásokból próbál pénzt szerezni, hogy nyithasson egy új éttermet. Pat vissza akarja szerezni feleségét, de a távoltartási végzés megnehezíti a dolgát, amit a múltbéli erőszakos viselkedése miatt róttak ki rá.
Pat pszichiáterhez jár, akinek elmeséli, hogy miért is került az intézetbe. Egyik nap túl hamar jött haza egyébként gimnáziumi tanár állásából és észrevette a földre ledobált ruhákat, majd feleségét rajtakapta egy másik férfival zuhanyozás közben. A drámát tetézte, hogy a rádióban az esküvői daluk szólt. Mérgében majdnem halálra verte a másik férfit, bár elmondása szerint ezért még nem járt volna kötelező elmegyógyintézeti kezelés.
Egy baráti vacsorán megismeri Tiffanyt (Jennifer Lawrence), aki nemrégiben özvegyült meg és vesztette el az állását. Különös és egyben páratlan barátság alakul ki közöttük, miközben megosztják egymással az életben szerzett negatív élményeiket. Pat emellett kiváló lehetőséget lát a lányban felesége visszahódítására, hiszen Tiffany ismeri Nikkit. Tiffany felajánlja segítségét, cserébe egy táncversenyen szerepelnie kell vele Patnek, aki szerint ez egy jó lehetőség, hogy megmutassa, ő igenis megváltozott. Mikorra pedig egyezségük kezd beteljesülni, meglepő módon azt tapasztalják, hogy felettébb közel kerültek egymáshoz, és talán a saját elrontott életükre is érvényes lesz a "minden rosszban van valami jó"-tézis. Pat végül Tiffanyt választja a felesége helyett.
|  | Itt a vége a cselekmény részletezésének! |

## Szereplők
| Szerep           | Színész           | Magyar hang         |
| ---------------- | ----------------- | ------------------- |
| Pat Solitano Jr. | Bradley Cooper    | Rajkai Zoltán       |
| Tiffany          | Jennifer Lawrence | Földes Eszter       |
| Pat Solitano Sr. | Robert De Niro    | Reviczky Gábor      |
| Dolores          | Jacki Weaver      | Halász Aranka       |
| Danny            | Chris Tucker      | Kálloy Molnár Péter |
| Dr. Cliff Patel  | Anupam Kher       | Szacsvay László     |
| Veronica         | Julia Stiles      | Haumann Petra       |
| Ronnie           | John Ortiz        | Scherer Péter       |
| Jake             | Shea Whigham      | Gyabronka József    |
| Randy            | Paul Herman       | Harsányi Gábor      |
| Keogh            | Dash Mihok        | Király Attila       |

## Díjak és jelölések
elnyert díj
- Oscar-díj (2013) – Legjobb női alakítás: Jennifer Lawrence

jelölés
- BAFTA-díj (2013) – Legjobb adaptált forgatókönyv: David O. Russell
- Golden Globe-díj (2013) – Legjobb színésznő – zenés film és vígjáték kategória: Jennifer Lawrence
- BAFTA-díj (2013) – Legjobb női alakítás jelölés: Jennifer Lawrence
- BAFTA-díj (2013) – Legjobb férfi alakítás jelölés: Bradley Cooper
- Golden Globe-díj (2013) – Legjobb színész – zenés film és vígjáték kategória jelölés: Bradley Cooper
- Golden Globe-díj (2013) – Legjobb film – zenés film és vígjáték kategória jelölés
- Golden Globe-díj (2013) – Legjobb forgatókönyv jelölés: David O. Russell
- Oscar-díj (2013) – Legjobb film jelölés: Jonathan Gordon, Bruce Cohen, Donna Gigliotti
- Oscar-díj (2013) – Legjobb rendező jelölés: David O. Russell
- Oscar-díj (2013) – Legjobb férfi mellékszereplő jelölés: Robert De Niro
- Oscar-díj (2013) – Legjobb női mellékszereplő jelölés: Jacki Weaver
- Oscar-díj (2013) – Legjobb adaptált forgatókönyv jelölés: David O. Russell
- Oscar-díj (2013) – Legjobb vágás jelölés: Jay Cassidy, Crispin Struthers
- Oscar-díj (2013) – Legjobb férfi alakítás jelölés: Bradley Cooper

A Napos oldal összesen 60 díjjal és 70 jelöléssel büszkélkedhet.

## Bevételek
A film a bemutató hétvégéjén közel 443 000 dollárt hozott a kasszára, komoly versengésben a Skyfall és a Lincoln című filmekkel. Az eredetileg 100 millió dolláros kitűzött bevételt a film hamar túlszárnyalta, legfőképpen Jennifer Lawrence és Bradley Cooper rajongótáborának köszönhetően, ugyanis 2013 márciusában az összeg tízszeresére sokszorozódott az eredeti költségvetésének.

## Fordítás
- Ez a szócikk részben vagy egészben  a   Silver Linings Playbook című angol Wikipédia-szócikk fordításán alapul.  Az eredeti cikk szerkesztőit annak laptörténete sorolja fel. Ez a jelzés csupán a megfogalmazás eredetét és a szerzői jogokat jelzi, nem szolgál a cikkben szereplő információk forrásmegjelöléseként.